# Vicente Chermont de Miranda
Vicente Chermont de Miranda (Belém, 1909 — Belém) foi um advogado e folclorista brasileiro.

## Publicações
Publicou livros em diversas áreas como: 

### Política
Preclusão e coisa julgada (1941);
"Estatuto da Lavoura Canavieira e sua interpretação" (1943);
"A reforma agrária e a experiência do Estatuto da Lavoura Canavieira". 

### Biologia
"O mal das cadeiras ou a Cysticercose eqüina";
"Moléstias que afetam os animais domésticos mormente o gado na ilha de Marajó";
"Marajó: estudos sobre seu solo, seus animais e suas plantas" (1894).
Os campos de Marajó e a sua flora considerados sob o ponto de vista pastoril (1907).

### Folclore
"Marajó" (1894);
"Glossário Paraense, coleção de vocábulos peculiares à Amazônia e especialmente à Ilha de Marajó" (1968).
"Estudos sôbre o Nhêengatú" (1946);

Homônimo de Vicente Chermont de Miranda (1849-1907) que escreveu "Apontamentos Genealógicos da Família Chermont".